# Twin Cam

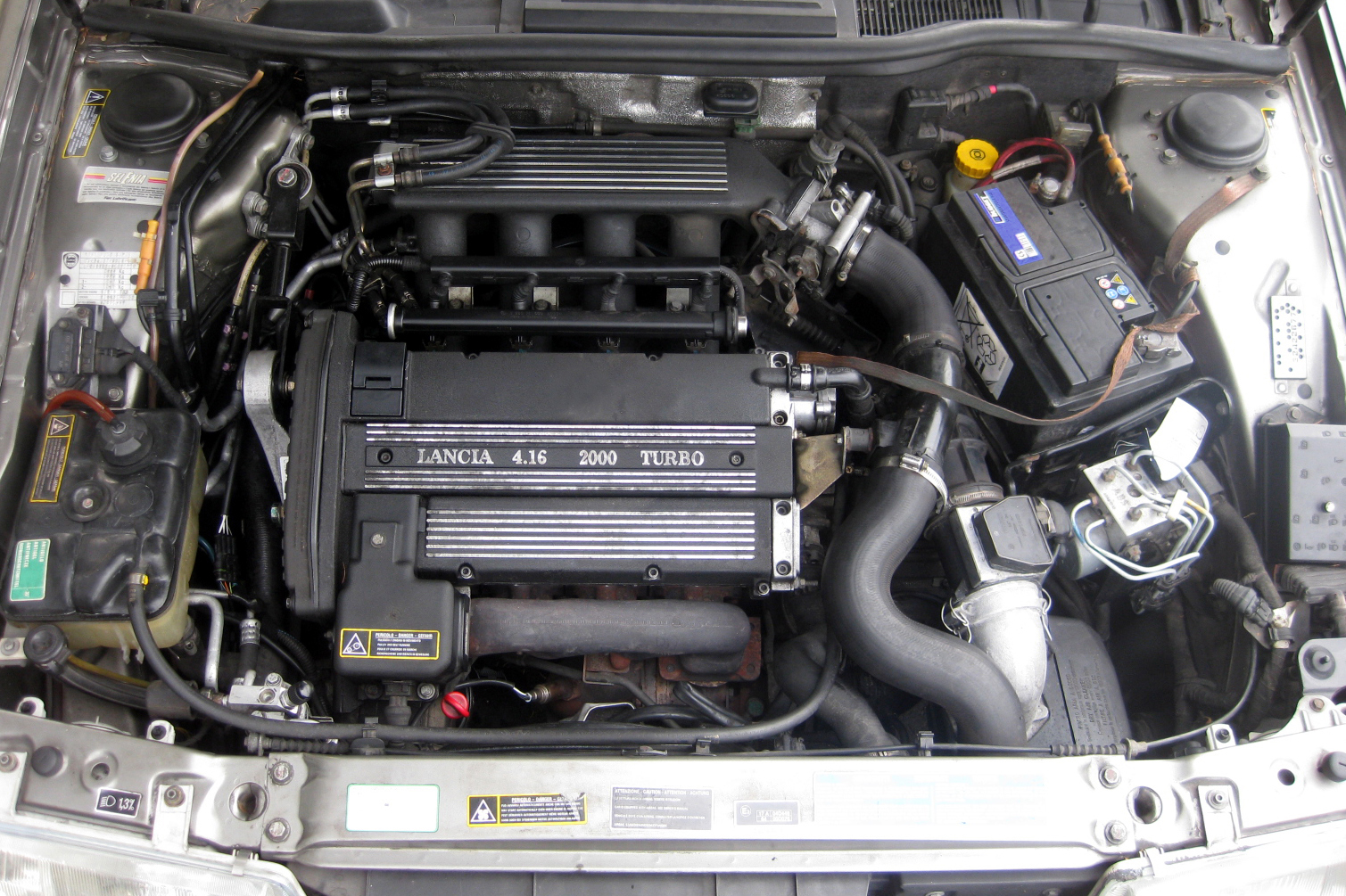
Lampredi2,0t16V

Twin Cam är en förbränningsmotor från Fiat-koncernen som utvecklades under ledning av Aurelio Lampredi. Den tillverkades 1966-2000 och var en kamaxelmotor. Den kom att användas i fordon från Fiat (bl.a. 125, 132, Ritmo, Tipo), Lancia (Beta, Delta, Thema, Kappa), och Alfa Romeo (164 och 155). Den första modellen var Fiat 124 Coupé.